# 本位主義 (組織理論)
本位主義（英語：parochialism），指政府、企業等組織的部門長期封閉，彼此對立的排他傾向。缺乏大局觀，考慮問题時僅以其組織甚至部門為中心，帶貶意。字根來自拉丁文的「教區」parochia。

## 相關
- 官僚主義
- 山頭主義
- 軍種對立
- 帕金森定律

## 外部參考
- 部門本位主義 （页面存档备份，存于）